# Gafurijskij rajon
Il Gafurijskij rajon (in russo Гафурийский район?) è un municipal'nyj rajon della Repubblica della Baschiria, nella Russia europea.